# Distretto di Năsăud

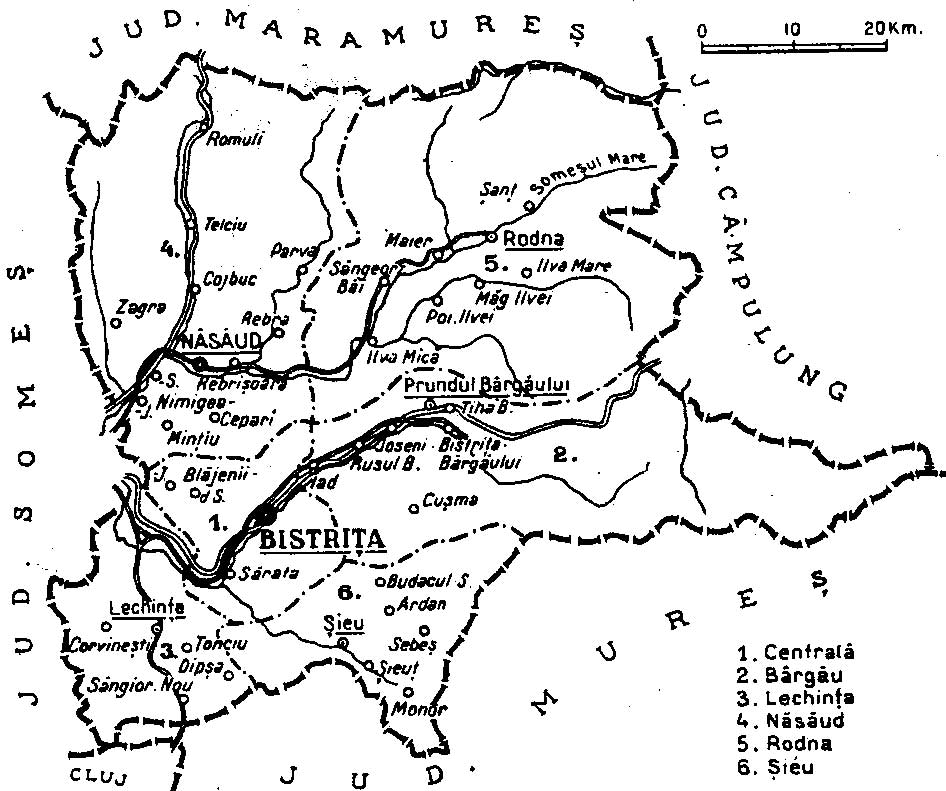
Mappa del distretto di Năsăud nel 1938

Il distretto di Năsăud è uno dei distretti storici della regione storica della Transilvania in Romania. Il capoluogo fu la città di Bistrița.
Nel 1938 il distretto fu sciolto e inglobato in quello di Ținutul Mureș. Nel settembre 1940, dopo il secondo arbitrato di Vienna, il distretto fu annesso al Regno d'Ungheria (1920-1946) e incorporato in quello di Beszterce-Naszód fino al 1944. Nel 1945, il distretto fu nuovamente ristabilito nel nuovo assetto amministrativo delle Regioni della Repubblica Socialista di Romania e abolito nuovamente dal regime comunista.

## Geografia
Il distretto di Năsăud copriva 4.326 km2 e facente parte della Transilvania. Allo stato attuale il territorio corrisponde per la maggior parte all'attuale distretto di Bistrița-Năsăud, e una parte al distretto di Suceava. Nel periodo interbellico, il distretto confinava a nord con quello di Maramureș, a est con il Distretto di Câmpulung, a sud con quello di Mureș e Cluj, e a ovest con quello di Distretto di Someș.

## Organizzazione amministrativa
Il distretto era suddiviso in sei plăși:
1. Plasa Bârgău
2. Plasa Centrală
3. Plasa Lechinţa
4. Plasa Năsăud
5. Plasa Rodna
6. Plasa Şieu